# 思州宣慰司
思州宣慰司，本唐朝思州。元朝设思州军民宣抚司，至元十八年（1281年）闰月丁巳，改思州宣抚司为思州宣慰司，治所在龙泉平长官司（今贵州省凤冈县），相当于今贵州东部和湖南省凤凰县。治所在龙泉坪(今贵州省凤冈县)。辖区约今贵州省东北部乌江一带及沅水上游，明玉珍时移治台蓬若洞（今贵州省岑巩县）。永乐十一年（1413年）改为思州府。